# Алдимир
Алдимир або Елтимир (бл.1280–1305) — болгарський князь кінця XIII — початку XIV століття, половецького або татарського походження. Член династії Тертерів і молодший брат імператора Болгарії Георгія I Тертера. Був впливовим удільним князем та деспотом Кранський або Кринський. Альдимир отримав ці посади під час правління свого брата Георгія. Коли новий правитель Смілець зайняв престол, Алдимир був змушений піти у вигнання. На рубежі XIV століття Алдимир повернувся до Болгарії як союзник овдовілої дружини регента Смільцени Палеологині. Пізніше він підтримав вступ на престол свого племінника Теодора Святослава.

## Життєпис
Алдимир був молодшим братом правителя Болгарії Георгія з роду Тертерів, який має половецьке або татарське походження. Можливо є гілкою половецько-тюркської династії Тертеровичів або походили з племені половецького хана Котяна. Під натиском монголів, половці Котяна перейшли до Угорщини, але через кілька років, під час монгольської навали 1241 року, Котян і його сини були вбиті угорцями у Пешті, після чого деякі очільники половців перебрались з Угорщина до Болгарії.
Час і місце народження Алдимира невідомі. Можливо він та його старший брат Георгій народилися вже після переселення їх батьків до Болгарії. 

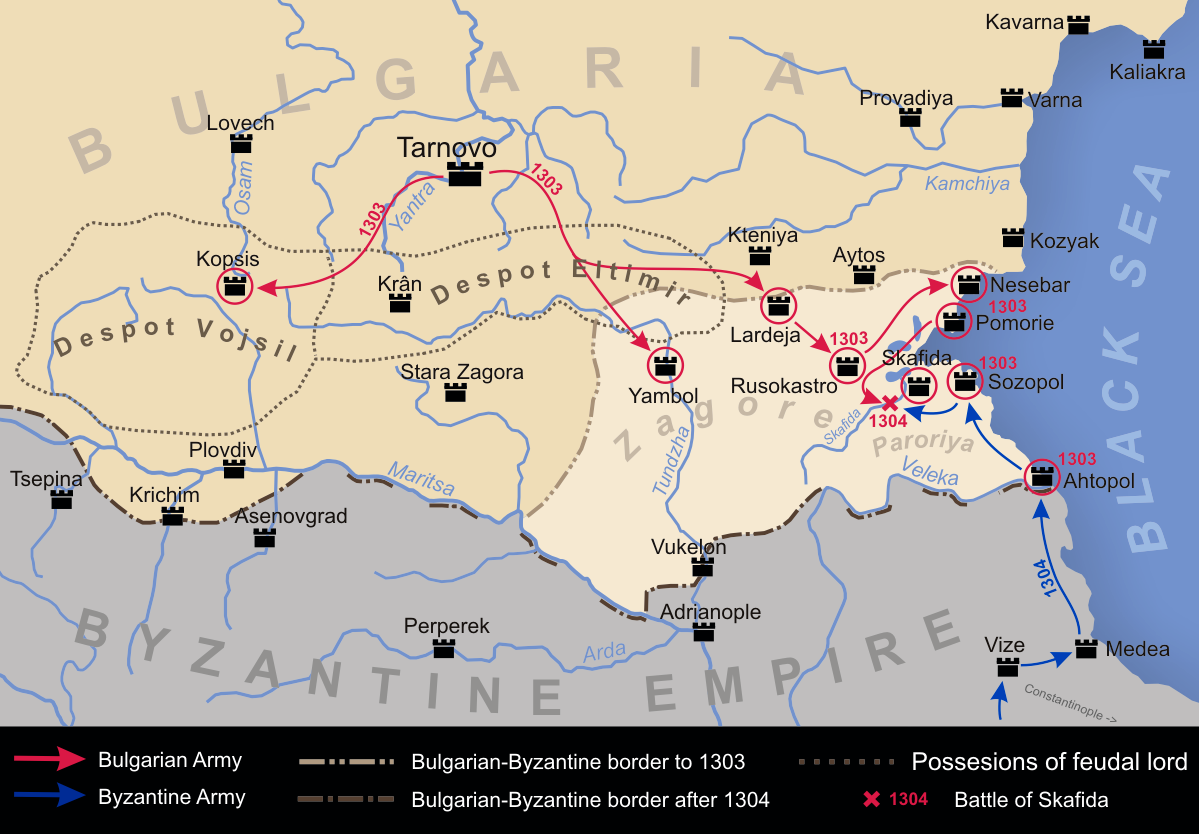
Мапа військової кампанії Теодора Святослава (1303-1304)

1280 року, після того як Георгій посів болгарський престол, Алдимир став впливовим діячем його двору. 

1292 року, після приходу до влади правителя Смільця, Альдимир був змушений виїхату у вигнання. Можливо, спочатку він супроводжував свого брата до Візантійській імперії, але трохи пізніше він оселився на землях Золотої Орди.
1298 року помер правитель Смілець, залишивши спадкоємцем малолітнього сина Івана Смілець, при імператриці-регентші Смільцені Палеологині, двоюрідній сестри візантійського імператора Андроніка II Палеолога. Алдимир повернувся до Болгарії з Золотої Орди й одружився зі старшою донькою правителя Смільця - Мариною.
Регентша Смільцена Палеологиня віддала Альдимиру як уділ територію навколо фортеці Крен (Кран або Крин) - яка до того часу була володінням родини Смілець. Також нова правителька, за допомогою Альдимира, посилювала свій вплив в країні, що стало причиною виїзду братів Смільця Радослава та Войсила з Болгарії до Візантійської імперії.
Під час правління Смільцени Алдимир був одним з найвпливовіших князів Болгарії. На початку 1299 року він очолив болгарську дипломатичну місію щодо укладення унії з Сербією, скріпленої династичним шлюбом. У той час у Сербії з тією ж метою перебувала візантійська делегація на чолі з Теодором Метохітом. В результаті цих подвійних переговорів сербський король Степан II одружився з донькою імператора Симонідою Палеологинею, а спадкоємець престолу Степан Урош одружився на другій доньці Смільцени - Теодорі.
1299 року син попереднього імператора Георгія І Тертера і племінник Алдимира Теодор Светослав, разом з монголо-татарським ханом Чакою та монгольськими військами вступив до країни. Дізнавшись про це, Смільцена та Іван Смілець покинули столицю і пішли до Крену. Алдимир надав притулок Смільцені та її сину, одночасно підтримуючи свого племінника Теодора Святослава у боротьбі за владу. 

1300 р. скинувши з трону Чаку, Теодор Святослав поклав кінець татарській гегемонії. Невдовзі після сходження на престол Святославу вдалося домовитися зі своїм дядьком Елтиміром і приєднати князівство Крен до Тирновського королівства. Це значно зміцнило болгаро-візантійський кордон.

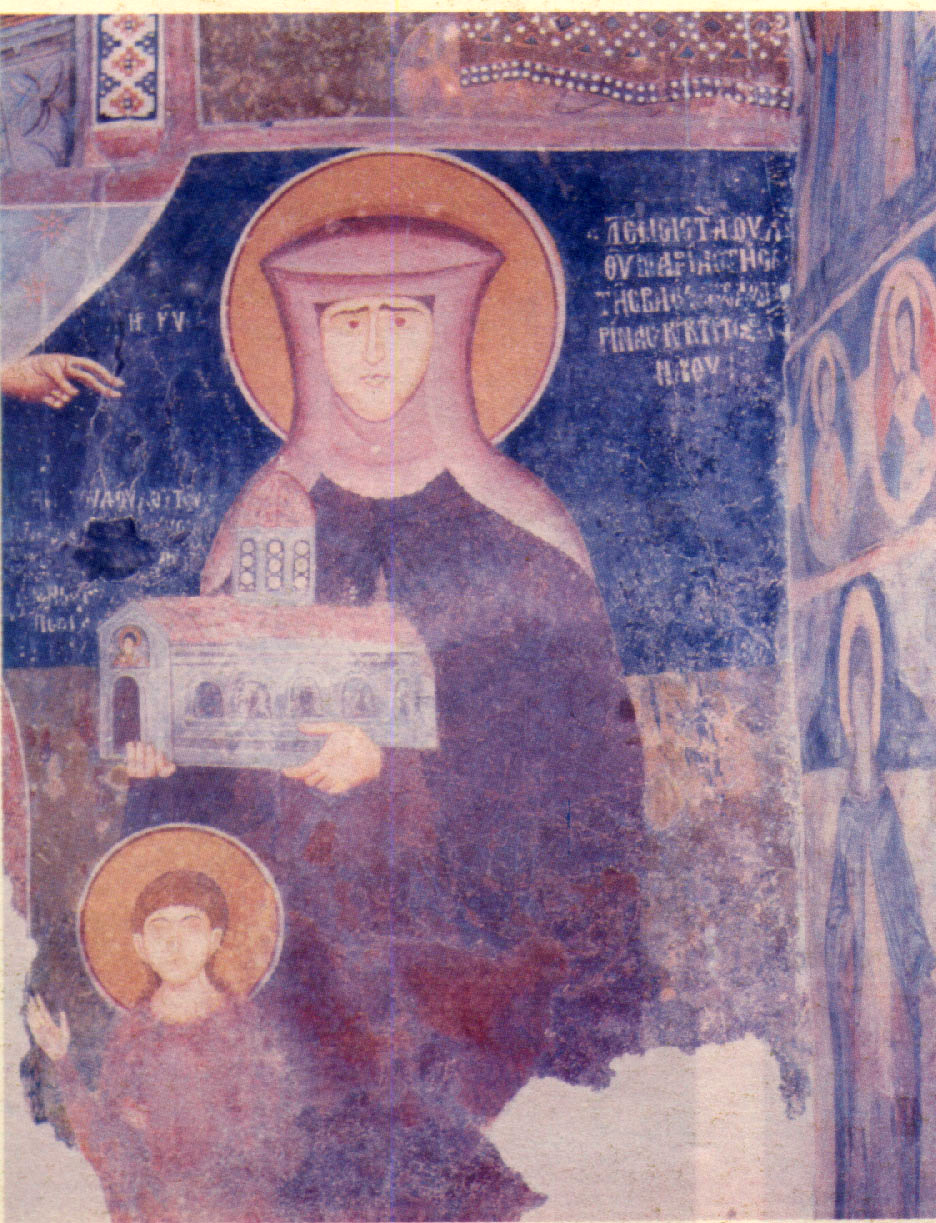
Фреска з зображенням Марини, дружини Альдимира

Після 1300 року брат Смілця, севастократор Радослав, очолив підтримувану Візантією кампанію проти Алтимира. Радислав вирушив з Солуня з великим болгаро-візантійським військом. Однак напад закінчився для Радослава катастрофічним результатом - він був схоплений Алдиміром, осліплений і повернутий до Салонік, а візантійські полководці, які його супроводжували, були відправлені в полон до правителя Теодора Святослава. За це Альдимиру були розширенні межі його володінь - сусідні області на сході з фортецями Ямбол і Лардея поблизу сучасного Карнобату були додані до деспотії Кран. Ці події стались на початку 1302 р., і боротися за повернення батьківського престолу продовжував лише молодший брат князь Войсил.
Тим часом, скориставшись війною, яку Візантія вела з наступаючими турками-сельджуками в Анатолії наприкінці XIII — на початку XIV століття, Теодор Святослав розпочав військові дії, щоб повернути болгарські землі у Фракії, окуповані візантійцями під час міжусобний війн, що спалахнули після смерті Михайла II Ассена. 1303 року Теодор Святослав здійснив похід, у якому мав певний успіх. Стурбований наступом болгар, Андронік II Палеолог намагався привернути на свій бік Елтимира і спрямувати його проти Святослава.
У березні 1304 року Теодор Святослав здійснив другий похід на Західне Причорномор'я та землі між Старою горою та Странджою. Андронік II вживав серйозних заходів, щоб зупинити просування болгарських військ. У цих подіях згадується ім'я брата Смільця - Войсила, який брав участь в поході на боці візантійського імператора проти болгарських військ Теодора Святослава та Елтимира.
Незважаючи на те, що Алдимир проявив лояльність до Теодора Святослава, присутність Смільцени та сина Івана при його дворі, сприймалася королем як загроза. Крім того, після перемоги Теодора Святослава над Візантією в битві при Скафіді в 1304 році, візантійці знову звернулися до Алдимира з пропозицією про союз проти Теодора. Спочатку він відмовився, але коли візантійські війська увійшли до його володінь у 1305 році, він перейшов на бік Візантії. Невдовзі після цього Тнодор Святослав відновив пряме правління Крена, зайнявши ці землі.
Подальша доля невідома. Можливо Алдимир був убитий під час завоювання Кранського князівства Теодором Святославом, оскільки після цього він більше не згадується в джерелах.
Його вдова Марина та його син Іван Драгушин зуміли втекти до Сербії, де сестра Марини, Теодора була одружена з королем Степаном ІІІ. Ставши сербським князем, пізніше Іван Драгушин був призначений своїм двоюрідним братом королем Степаном IV Душаном удільним правителем в Македонії. 

А Кранське (Кринське) князівство перейшло до володінь князя Стратимира, донька якого Олена стала дружиною Сербського короля Степана IV.